# Katerina Tsiri
Katerina Tsiri (* 20. Oktober 1971) ist eine ehemalige griechische Biathletin. Sie war die erste Griechin, die an internationalen Biathlon-Wettbewerben teilnahm.
Katerina Tsiri betrieb zunächst Skilanglauf und gehörte dem griechischen Nachwuchs-Nationalkader an. Im Alter von 15 Jahren wechselte sie unter dem Eindruck des ersten griechischen Biathleten Athanasios Tsakiris und dessen Trainer Kostas Kasapis, der Biathlon in Griechenland einführte, zur Saison 1986/87 zum Biathlonsport. Ihre ersten internationalen Rennen bestritt sie im Rahmen des Balkan-Cups in Rumänien und Bulgarien, im Sommerbiathlon in Bulgarien. In dieser Zeit profitierte Tsiri von der Unterstützung der bulgarischen Weltklasse-Athletin Maria Manolowa und anderen Mitgliedern des zu der Zeit sehr starken bulgarischen Nationalkader. Zum Auftakt der Saison 1993/94 bestritt sie in Bad Gastein ihre ersten Rennen im Biathlon-Weltcup, wobei sie 109. des Einzels und 111. des Sprints wurde. Ihr bestes Einzelresultat wurde ein 103. Rang wenig später in einem Einzel in Pokljuka, wobei der 104. Rang im Sprint an selber Stelle höher zu bewerten ist, da sie hier zwei andere Athletinnen hinter sich lassen konnte. Längerfristig konnte sich Tsiri im Weltcup nicht durchsetzen, auch die angestrebten Qualifikationen zu Weltmeisterschaften oder Olympische Winterspiele gelang nicht – Das gelang während Tsiris aktiver Karriere einzig Irene Glava für die Biathlon-Weltmeisterschaften 1988. Dennoch legte Tsiri die Grundlagen für den Biathlonsport in Griechenland und die seitdem sichtbaren Fortschritte, die griechische Athletinnen bis zu Olympischen Spielen führten, mit.

## Biathlon-Weltcup-Platzierungen
| Platzierung         | Einzel | Sprint | Verfolgung | Massenstart | Staffel | Gesamt |
| ------------------- | ------ | ------ | ---------- | ----------- | ------- | ------ |
| 1. Platz            |        |        |            |             |         |        |
| 2. Platz            |        |        |            |             |         |        |
| 3. Platz            |        |        |            |             |         |        |
| Top 10              |        |        |            |             |         |        |
| Punkteränge         |        |        |            |             |         |        |
| Starts              | 3      | 3      |            |             |         | 6      |
| Stand: Karriereende |        |        |            |             |         |        |